# 헬파이어 클럽

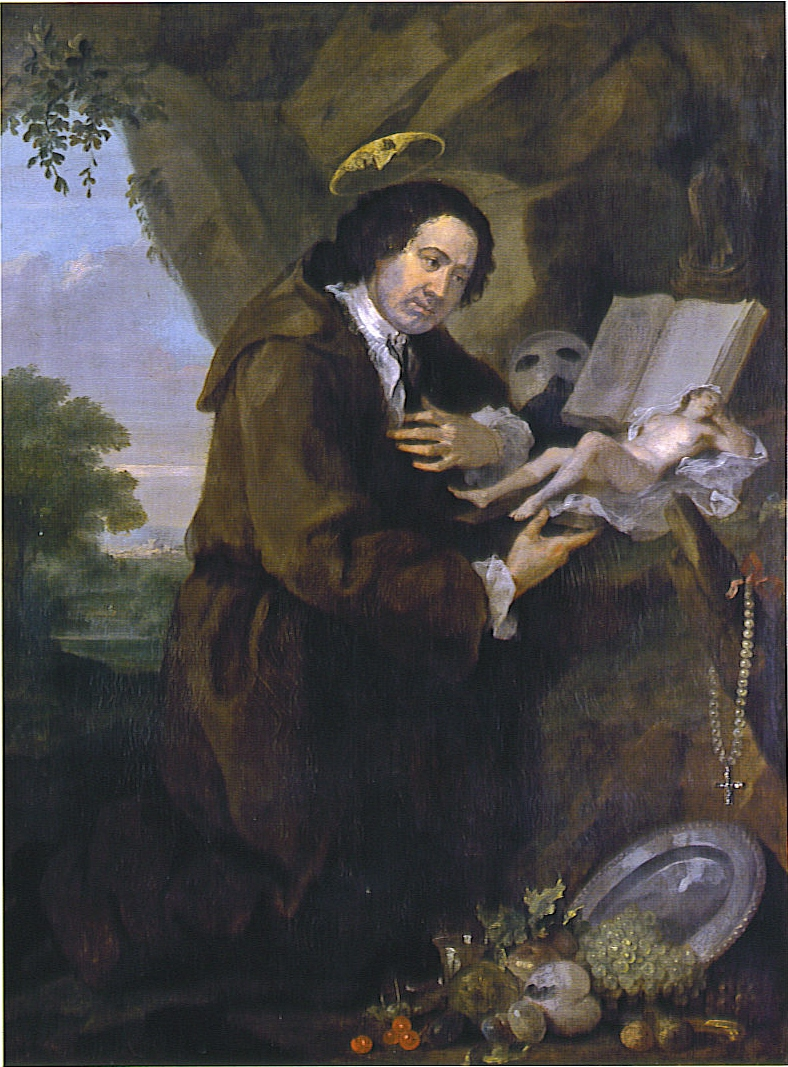
프란시스 대쉬우드 남작의 초상화, 윌리엄 호가스

헬파이어 클럽(Hellfire Club)은 18세기에 존재했던 영국과 아일랜드에 존재했던 여러 비밀 결사 단체이다. 흔히 헬파이어 클럽이라고 하면, 프랜시스 대쉬우드 경의 클럽을 가리킨다. 악마주의를 표방했지만, 그 실태는 단순한 상류층의 비밀스런 사교 클럽에 불과했다.

## 개요
이 클럽의 주재자는 백만장자 귀족이었던 제11대 르 디스펜서 남작 프랜시스 대시우드는 젊은 시절부터 방탕한 생활을 영위하는 풍류객으로 알려져 있었다. 젊은 정치인과 예술가와 친분을 맺고 다양한 사교 클럽을 운영하고 있었지만, 1753년 친구로부터 시토 수도회의 수도원의 폐허를 넘겨받고, 그곳을 완전히 개조하여 고급스럽고, 비밀스런 대전당으로 탈바꿈시켰다. 공사에 관계된 사람들은 단단히 입막음을 시켰다.
전당이 완성된 후 헬파이어 클럽이 운영을 시작하면서 영국 전역에서 유명, 무명의 귀족, 정치인, 예술가 등 다양한 인물이 모여 들었다. 대시우드 외에 다른 유명한 클럽 회원으로는 제4대 샌드위치 백작 존 몬태규, 초대 와튼 공작 필립 와튼, 윌리엄 호가스, 존 윌크스 등이 포함되어 있었다. 회원은 아니었지만 단골로 출입했던 이들 중에는 벤자민 프랭클린 등도 있었다. 그들은 수도사를 뽐내고 있으며, 수도원장 역은 대시우드가 맡았다. 클럽의 회원은 “하위 성직자”와 “고위 성직자”의 두 종류가 있었다. 전자는 ‘회원의 소개로 데리고 온’ 손님이고, 후자는 본 회원이었다. 또한 ‘수녀’ 표제가 붙은 여성들도 있었고, 대부분은 매춘을 위해 데려온 창녀였지만, 개중에는 상류층의 여성도 있었다. 그녀들과 난교를 벌이고, 그 자리를 북돋우기 위해서 악마 숭배 의식을 행했다. 진심으로 마귀를 믿었던 것은 아니고, 어디까지나 유흥을 위한 놀이였다.
이 클럽의 존재는 당연히 비밀로 부쳐졌지만, 전당 주변 주민들은 의심을 떨치지 않았다. 결국 수십 년 만에 폐쇄되어 버렸고, 그때 관련된 모든 서류는 소각되었다. 따라서 클럽의 정확한 실태는 불명으로 남아 있다. 폐쇄 이유는 1762년에 르 디스펜서 경이 재무장관에 지명되어 신변을 정리하기 위해서였던 것으로 알려져 있다.

## 같이 보기
- 비밀결사

## 참고 문헌
- 秦野啓『秘密結社』新紀元社 ISBN 4-7753-0269-8
- Alamantra, Frater. "Looking into the Word" in  Ashé Journal, Vol 3, Issue 1, Spring 2004. Retrieved 24 March 2009.
- Ashe, Geoffrey. The Hell-Fire Clubs: A History of Anti-Morality. Great Britain: Sutton Publishing, 2005.
- Blackett-Ord, Mark (1982). 《The Hell-Fire Duke》. Windsor Forest, Berks.: The Kensal Press.
- Thomas, Will. The Hellfire Conspiracy. Touchstone, 2007. ISBN 0-7432-9640-0.
- Suster, Gerald. The Hell-Fire Friars. London: Robson, 2000.
- Willens, Daniel. "Sex, Politics, and Religion in Eighteenth-Century England" in Gnosis, Summer 1992.